# エクスタシー (ルー・リードのアルバム)
『エクスタシー』（Ecstasy）は、アメリカ合衆国のミュージシャン、ルー・リードが2000年に発表したスタジオ・アルバム。

## 解説
ハル・ウィルナーが共同プロデューサーとして参加。リードは過去に、ウィルナーが共同プロデューサーの1人として参加したクルト・ヴァイルのトリビュート・アルバム『Lost in the Stars: The Music of Kurt Weill』（1985年）で「September Song」を歌唱している。リードはウィルナーについて「本当の意味で音楽の学者」と評しており、後のスタジオ・アルバムでも引き続きウィルナーを起用した。
後にリードと結婚するローリー・アンダーソンが、2曲でエレクトリック・ヴァイオリンを演奏した。
オーストラリアでは、1997年録音のライヴ・アルバム『パーフェクト・ナイト (ライヴ・イン・ロンドン)』を本作と抱き合わせた2枚組CD「Australian Tour Edition」もリリースされた。

## 収録曲
全曲ともルー・リード作。13.はインストゥルメンタル。
1. パラノイア・キー・オブ・E - "Paranoia Key of E" - 4:28
2. ミスティック・チャイルド - "Mystic Child" - 5:01
3. マッド - "Mad" - 4:29
4. エクスタシー - "Ecstasy" - 4:25
5. モダン・ダンス - "Modern Dance" - 4:09
6. タターズ - "Tatters" - 5:55
7. フューチャー・ファーマーズ・オブ・アメリカ - "Future Farmers of America" - 3:01
8. ターニング・タイム・アラウンド - "Turning Time Around" - 4:21
9. ホワイト・プリズム - "White Prism" - 4:00
10. ロック・メヌエット - "Rock Minuet" - 6:56
11. バトン・ルージュ - "Baton Rouge" - 4:54
12. ライク・ア・ポサム - "Like a Possum" - 18:03
13. ルージュ - "Rouge" - 1:01
14. ビッグ・スカイ - "Big Sky" - 6:32

## 参加ミュージシャン
- ルー・リード - ボーカル、ギター、パーカッション
- マイク・ラスク - ギター
- フェルナンド・ソーンダース - ベース、バッキング・ボーカル
- トニー"サンダー"スミス - ドラムス、パーカッション、バッキング・ボーカル
- ドン・アライアス - パーカッション(#4)
- ローリー・アンダーソン - エレクトリック・ヴァイオリン(#10, #13)
- スティーヴン・バーンスタイン - トランペット、ホーン・アレンジ
- ポール・シャピロ - テナー・サックス
- Doug Wiesselman - テナー・サックス、バリトン・サックス
- Jane Scarpantoni - チェロ